# Friedrich Kiel
Pour les articles homonymes, voir Kiel (homonymie).
Friedrich Kiel, né le 7 octobre 1821 à Puderbach (province de Westphalie) et décédé le 13 septembre 1885 à Berlin, est un compositeur et pédagogue allemand.

## Biographie
« Après avoir appris le piano avec son père, Kiel se rendit à Berlin, où il devint élève de Schulz pour le violon et de Dehn pour la composition. Il se fixa en suite définitivement en cette ville, où il se livra à l’enseignement et à la composition, formant un grand nombre d’élèves distingués et se faisant connaître par des œuvres fort importantes, qui le classaient au premier rang des artistes de son pays. Au mois de février 1862, M. Frédéric Kiel fit exécuter pour la première fois à Berlin, au profit de la Société Gustave-Adolphe, un Requiem pour voix seules, chœur et orchestre (op. 20), qui obtint un très grand succès, et qui fut reproduit le 8 novembre suivant pour l’anniversaire de la mort de Mendelssohn. Une autre œuvre non moins considérable, son oratorio Christus (op. 60), ne fut pas accueillie avec moins de faveur, et est considérée en Allemagne comme l’ouvrage le plus remarquable en ce genre qui ait été produit depuis le Paulus de ce maître.
Kiel fut un des compositeurs les plus estimés de l’Allemagne contemporaine pour la musique de chambre et la musique religieuse ». 
Comme cette notice biographique (qui ne souffle qu'un seul mot de la quinzaine d’œuvres de musique chambre déjà écrites par Kiel avant 1880) a été publiée en 1880, il faut ajouter que Kiel, qui avait déjà composé un certain nombre d’œuvres à l’âge de 13 ans, attira l’attention du Prince Albrecht de Sayn-Wittgenstein-Berleburg, un grand mélomane grâce auquel Kiel put étudier le violon avec le concertmeister du prince. Le jeune musicien prit aussi des cours d’harmonie et de composition après de Caspar Kummer (de).
En 1840, Kiel était déjà chef d’orchestre de la cour et maître de musique des enfants du prince. Entre 1842 et 1845, il étudia – soutenu par une bourse royale obtenue grâce à Ludwig Spohr – à Berlin avec Dehn qui lui fit aussi découvrir les trésors de la bibliothèque royale.
Devenu un professeur réputé, il fut engagé en 1866 comme assistant au Conservatoire Stern où il enseigna la composition avant d’y être nommé professeur trois ans plus tard.
En 1870, il joignit le corps professoral de la toute nouvelle Hochschule für Musik et donna en outre, à partir de 1882, des cours de maîtrise à l’Académie des Arts de Berlin. Parmi ses élèves figurent Paderewski, Ferdinand Hummel (de) et Sir Charles Villiers Stanford.
Kiel mourut des suites d’un accident de la circulation.

## Œuvres
Le catalogue des œuvres de Kiel comporte plus de 70 numéros, dont de la musique religieuse (des motets et des oratorios, un Requiem et une Missa solemnis (de)), un concerto pour piano, de nombreuses pages pour piano et pour orgue, et surtout de la musique de chambre, qui a jalonné toute sa carrière.
Cette discipline, qui renferme le meilleur de sa production, compte 30 œuvres – dont 19 de grande ampleur – qui ont fait dire à Wilhelm Altmann : « Au cours de ma longue vie, j’ai particulièrement étudié la musique de chambre de Kiel et j’y ai trouvé une source infaillible de plaisir ». Le même musicographe, qui estimait que Kiel était essentiellement « un mélodiste, bien que ses mouvements lents ne manquent pas de profondeur » et qu’« en ce qui concerne la forme et le fini du style, les œuvres de Kiel ne craignent pas la comparaison », trouvait « scandaleux » que les deux quatuors à cordes du compositeur allemand soient oubliés.
À propos des quintettes avec piano op. 75 et op. 76, Raymond Silvertrust a écrit dans le Chamber Music Journal  qu’ils « sont aussi bons que n’importe quels autres dans toute la littérature musicale » , tandis qu’Altmann les « recommande chaleureusement ».
Si Kiel n’a pas été reconnu à sa juste valeur, c’est à cause de sa grande modestie, et probablement aussi à cause de la présence du géant de la musique que fut Brahms, son contemporain...

### Musique de chambre
- Trio avec piano n° 1 en ré majeur, op. 3
- Reisebilder for violoncelle & piano, op. 11
- 3 pièces pour violoncelle & piano, op. 12
- Trio avec piano n° 2 en la majeur, op. 22
- Trio avec piano n° 3 en mi bémol majeur, op. 24
- Trio avec piano n° 4 en ut dièse mineur, op. 33
- Trio avec piano n° 5 en sol majeur, op. 34
- Sonate pour violon & piano en ré mineur, op. 35 n° 1
- Sonate pour violon & piano en fa majeur, op. 35 n° 2
- Variations sur un chant populaire suédois pour violon & piano, op. 37
- Quatuor avec piano n° 1 en la mineur, op. 43
- Quatuor avec piano n° 2 en mi majeur, op. 44
- 4 romances pour violon & piano, op. 49
- Quatuor avec piano n° 3 en sol majeur, op. 50
- Sonate for violon & piano en mi mineur, op. 51
- Sonate for violoncelle & piano en la mineur, op. 52
- Quatuor à cordes n° 1 en la mineur, op. 53 n° 1
- Quatuor à cordes n° 2 en mi bémol majeur, op. 53 n° 2
- Deutsche Reigen pour violon & piano, op. 54
- Trio avec piano n° 6 en la majeur, op. 65 n° 1
- Trio avec piano n° 7 en sol mineur, op. 65 n° 2
- Ländler pour alto & piano, op. 66
- Sonate pour alto & piano en sol mineur, op. 67
- 3 romances pour alto & piano, op. 69
- 2 Solostücke pour violon & piano, op. 70
- Valses pour quatuor à cordes, op. 73
- Quintette avec piano n° 1 en la majeur, op. 75
- Quintette avec piano n° 2 en ut mineur, op. 76
- Petite suite pour violon & piano, op. 77
- Valses pour quatuor à cordes, op. 78

## Élèves
- Alexander Adam (de) (1853–1917)
- Anton Averkamp (de) (1861–1934)
- Waldemar von Bausznern (1866–1931)
- Adolf von Beckerath (de) (1834–1915)
- Albrecht zu Sayn-Wittgenstein-Berleburg (de) (1834–1904)
- Eduard Behm (1862–1946)
- Wilhelm Berger (1861–1911)
- Emil Breslaur (de) (1836–1899)
- Max Brode (de) (1850–1917)
- August Bungert (1845–1915)
- Julius Buths (1851–1920)
- Frederic Hymen Cowen (1852–1935)
- Oskar Eichberg (de) (1845–1898)
- Otto Fiebach (de) (1851–1937)
- Ernst Flügel (de) (1844–1912)
- Theophil Forchhammer (de) (1847–1923)
- Max Gulbins (de) (1862–1932)
- Johannes Haarklou (1847–1925)
- Jacob Adolf Hägg (de) (1850–1928)
- Carl Heymann (de) (1854–1922)
- Bolko von Hochberg (1843–1926)
- Gustav Hollaender (de) (1855–1915)
- Robert Kahn (1865–1951)
- Hugo Kaun (de) (1863–1932)
- Friedrich Ernst Koch (de) (1862–1927)
- Iossif Kotek (1855–1885)
- Arnold Krug (1849–1904)
- Otto Leßmann (de) (1844–1918)
- Charles Martin Loeffler (1861–1935)
- Karl Adolf Lorenz (1837–1923)
- Ernst Markees (de) (1863–1939)
- Arnold Mendelssohn (1855–1933)
- Erik Meyer-Helmund (de) (1861–1932)
- Otto Neitzel (1852–1920)
- Edmund Neupert (1842–1888)
- Jean Louis Nicodé (de) (1853–1919)
- Rikard Nordraak (1842–1866)
- Zygmunt Noskowski (1846–1909)
- Siegfried Ochs (1858–1929)
- Ignacy Paderewski (1860–1941)
- Erich Prieger (de) (1849–1913)
- Theobald Rehbaum (de) (1835–1918)
- Franz Ries (1846–1932)
- Arthur Seidl (de) (1863–1928)
- Antoni Stolpe le Jeune (de) (1851–1872)
- Ernst Hermann Seyffardt (de) (1859–1942)
- Emil Sjögren (1853–1918)
- Charles Villiers Stanford (1852–1924)
- Bernhard Stavenhagen (1862–1914)
- Heinrich Urban (1837–1901)
- Otto Wangemann (de) (1848–1914)
- Justus Hermann Wetzel (de) (1879–1973)
- Otto Wolf (de) (1849–1917)
- Hermann Wolff (de) (1845–1902)

## Discographie
- Reisebilder op. 11; 3 Stücke op. 12; Sonate op. 52, par Hans Zentgraf & Christoph Ullrich (MDG 612 0733-2)
- Quintettes avec piano op. 75 & op. 76, par I. Prunyi & le New Budapest Quartet (Marco Polo 8.223171)